# ティモール・ラヤ
ティモール・ラヤ（大ティモールと訳されることも）（インドネシア語：Timor Raya、英語：Great Timor）は、ティモール島の団結と独立を表す概念であり、その範囲は旧ポルトガル領ティモール（東ティモール）と旧オランダ領ティモール（西ティモール）にわたる。
東ティモールは1975年にインドネシアに占領され、1976年に「27番目の州」として併合されたが、1999年の住民投票で住民は東ティモールのインドネシアからの独立を支持。しかし、これがインドネシアのナショナリスト（特に軍部）の怒りをかうこととなった。
東ティモールが独立する前の2001年と2002年、インドネシア軍部から「東ティモールの独立は西ティモールの離脱を招く」というような主張が出た。
しかし、実際は西ティモールの住民からはそのような東ティモールの独立に加わるような動きは見られなかった（ちなみに西ティモールの住民の多くは、東ティモールに住む部族とは伝統的に敵対していた民族である）。さらに、東ティモールの独立運動では西ティモールに対しての領有権は主張されなかったし、同様に東ティモール政府はインドネシアと東ティモールの境界線はオランダ領東インドの頃から受け継がれたものだとしている。この点はパプアニューギニアと西パプアの関係と同じであると言えよう。